# 天野政立
天野 政立（あまの まさたつ、1854年〈安政元年〉- 1917年〈大正6年〉1月3日）は、江戸時代の武士、明治時代の自由民権運動家、政治家。

## 経歴
相模国愛甲郡下荻野（現在の神奈川県厚木市荻野）にあった荻野山中藩の藩医天野俊長の二男として生まれる。兄は俊策。1867年には薩摩藩士による荻野山中陣屋の焼き討ちに遭遇している。
維新後は愛甲郡の書記となり、国会開設運動に取り組み、1882年（明治15年）相愛社を創立し、地租軽減運動を指導した。1885年、大井憲太郎や新井章吾などと共に大阪事件に連座し入獄したが、のち大磯町の助役や平塚町の町長などを務めた。大正6年1月3日死去。享年64歳。墓所は藤沢市の龍口寺。